# Pantex
Pantex désigne à la fois une société américaine et un site d'assemblage et de démantèlement d'armes nucléaires. En 2024, c'est le seul site effectuant ces tâches pour le compte des États-Unis. Il est également responsable de maintenir la sécurité et la fiabilité des armes nucléaires inactives des États-Unis. Le site est situé sur un terrain d'une superficie de 65 km2 dans le comté de Carson à environ 27 km au nord-est d'Amarillo, Texas, États-Unis juste au nord de la U.S. Route 60. Le site est exploité pour le compte du Département de l'Énergie des États-Unis (DoE) par BWXT Pantex et Laboratoires Sandia. BWXT Pantex est une société conjointement détenue par BWX Technologies, Honeywell et Bechtel.

## Histoire

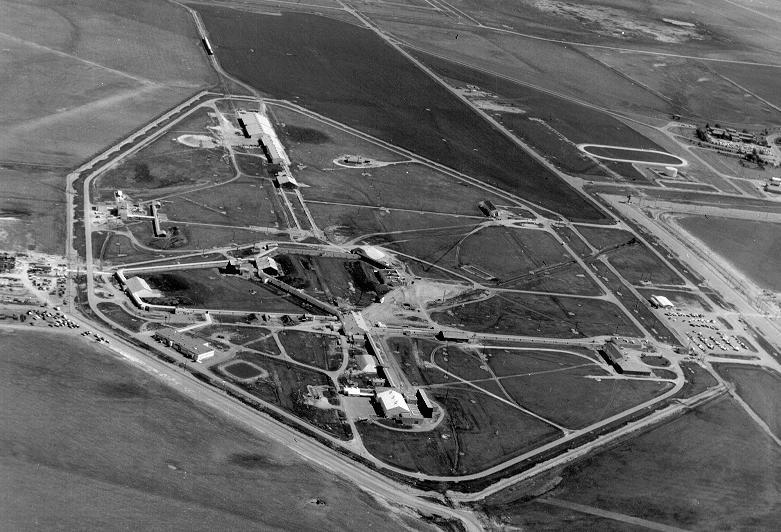
Autre vue de l'usine Pantex.

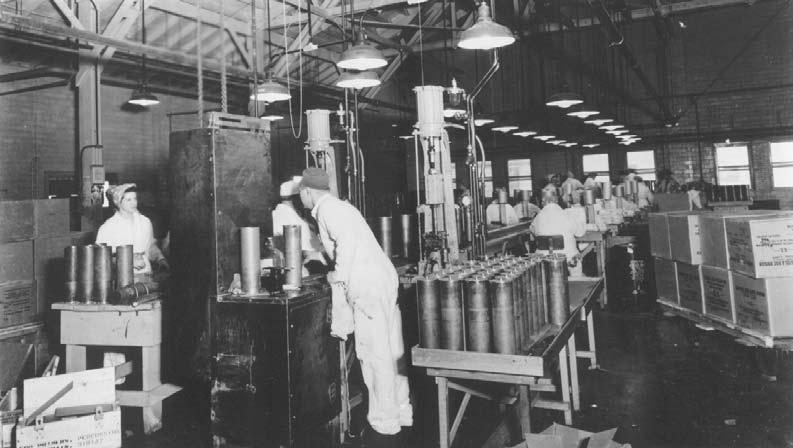
Assemblage de bombes conventionnelles sur le site en 1944.

Le site de Pantex, dont le nom vient de Texas Panhandle, fut construit à l'origine pour la fabrication de bombe destinées à l’armée de terre des États-Unis par le Ordnance Corps pendant les premiers mois de l'entrée en guerre des États-Unis dans la Seconde Guerre mondiale. La construction du Pantex Ordnance Plant fut autorisée le 24 février 1942, laquelle fut complétée le 15 novembre 1942. Par la suite, des travailleurs de toutes les régions des États-Unis vinrent y assembler des bombes.
La production fut arrêtée dès que la guerre se termina. Il resta inactif jusqu'en 1949, quand le Texas Technological College de Lubbock au Texas (maintenant l'Université de Texas Tech) l'acquit pour la somme symbolique de 1 $. Texas Tech utilisait le site pour des expériences alimentaires sur les vaches.
En 1951, à la demande de la Commission de l'énergie atomique des États-Unis (AEC, qui fait partie du DoE en 2010), l'armée américaine exerça son droit de reprendre le site principal ainsi que 40 km2 de terrains le bordant. L'AEC remit à jour les installations au coût de 25 millions de dollars américains dans le but de fabriquer des armes nucléaires ainsi que de fabriquer et tester des explosifs spéciaux. Le site employait environ 2 700 travailleurs en 1985.
Les 24 km2 restants du site original furent loués à Texas Tech en 1989.

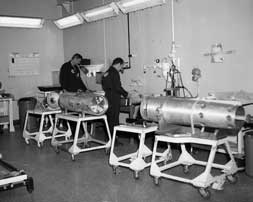
Des techniciens assemblent les dernières pièces d'une ogive nucléaire en 1985.

En 1989, le Rocky Flats Plant du DoE, situé près Golden, Colorado, fut mis hors service en tant que centre de traitement du plutonium pour différentes raisons : environnement, empiétement urbain, protestations de groupes environnementaux et perte de mission (lorsque le Congrès des États-Unis a refusé d'approuver la création d'une nouvelle génération d'armes nucléaires). La fermeture du Rocky Flats Plant a obligé la délocalisation du traitement du plutonium vers le site de Pantex.

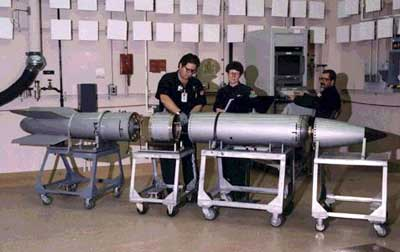
Démontage d'une B61 à Pantex. Cette arme comporte environ 6000 pièces.

En 1994, le site de Pantex fut désigné comme éligible au Superfund. L'Agence de protection de l'environnement des États-Unis (EPA) n'a pas analysé les contaminants et les risques d'exposition du site, mais a déclaré que la contamination des eaux souterraines n'est pas contrôlée.
Relativement aux personnes habitant près du site de Pantex, l’Agency for Toxic Substances and Disease Registry a publié des documents sur :
- la hausse significative du nombre de cancer ;
- le nombre plus élevé de bébés naissant avec un poids inférieur à la moyenne nationale.

Elle a cependant conclu que le site ne pose pas de risque majeur pour la santé humaine faute de pouvoir mesurer correctement les contaminants en provenance du site.
En 1998, Pantex employait environ 3 800 personnes et avait un budget d'exploitation de 308 millions USD. En 2010, elle avait 3 600 employés et un budget de 600 millions de dollars.
De 1994 à 2009, 8 748 ogives nucléaires ont été démantelées.
Le nombre d'armes démantelées a parfois dépassé les 1 000 par an dans les années 1990. En 2003, le nombre avait baissé à 100, pour ensuite augmenter en 2008 à environ 300 par an. En 2010, environ 14 000 noyaux de plutonium, soit environ 38 tonnes de plutonium, sont stockés sur des armes anciennes et les capacités de stockage des systèmes existants sont largement épuisées. Des extensions sont nécessaires pour être en mesure de stocker les futurs noyaux des armes actuelles.
Les noyaux de plutonium sont stockés dans des conteneurs fermés en acier inoxydable, qui sont à leur tour stockés dans 60 bunkers (igloos). Chaque igloo peut accueillir de 240 à 400 noyaux. Une partie du plutonium métallique est retraitée à partir des carottes pour être convertie en dioxyde de plutonium et combustible MOX de Savannah River Site sont traités pour les centrales nucléaires. Des noyaux sont conservés comme réserve stratégique.
En 2008, Pantex a mis en place un programme visant à prolonger de 30 ans la carrière opérationnelle de retraitement d'ogives nucléaires, tout en leur ajoutant de nouvelles fonctionnalités et en améliorant leur capacité militaire. Le programme a un coût annoncé, pour l'année fiscale 2016, d'un milliard et demi de dollars américains. Dans le cadre de celui-ci et après des problèmes de démarrage, Pantex fabrique depuis 2008 des W76-1 destinés aux missiles balistiques mer-sol stratégiques Trident II (D5) de la United States Navy. La fabrication à pleine échelle sera atteinte en 2013 et continuera jusqu'en 2018. Les W76 seront fabriquées jusqu'à l'année fiscale 2022.
Toujours dans le cadre de ce programme, la fabrication d'ogives B61-12 à partir d'éléments de B61-3, B61-4 et B61-7 débutera lors de l'année fiscale 2017.
En septembre 2009, Pantex comportait 638 installations d'une superficie de 289 165 m2, dont 14 installations louées d'une superficie de 8 020 m2. Les installations de l'usine sont utilisées à cette date à 98,5 %.
Dans les années 2010, il est prévu la construction de trois nouvelles installations de fabrication d'explosifs à haute puissance qui se traduira par l'augmentation de l'espace de production de 9 383 m2. Ce nouvel espace pourrait offrir 3 370 m2 au personnel.
De plus, il est planifié que l'espace loué devrait augmenter d'environ 16 400 m2, remplaçant 29 sites périmés, ainsi que 5 petits sites individuels en location.

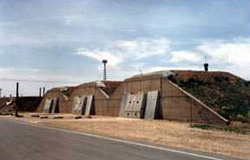
Bunker de stockage provisoire d'armes nucléaires à Pantex. En 1996, 38 des 60 bunkers sont utilisés pour le stockage temporaire des armes nucléaires à destination ou passant de l'usine Pantex. Les 22 autres unités sont utilisées pour l'entreposage provisoire des composants scellés contenant du plutonium qui sont éliminés des armes démontées.

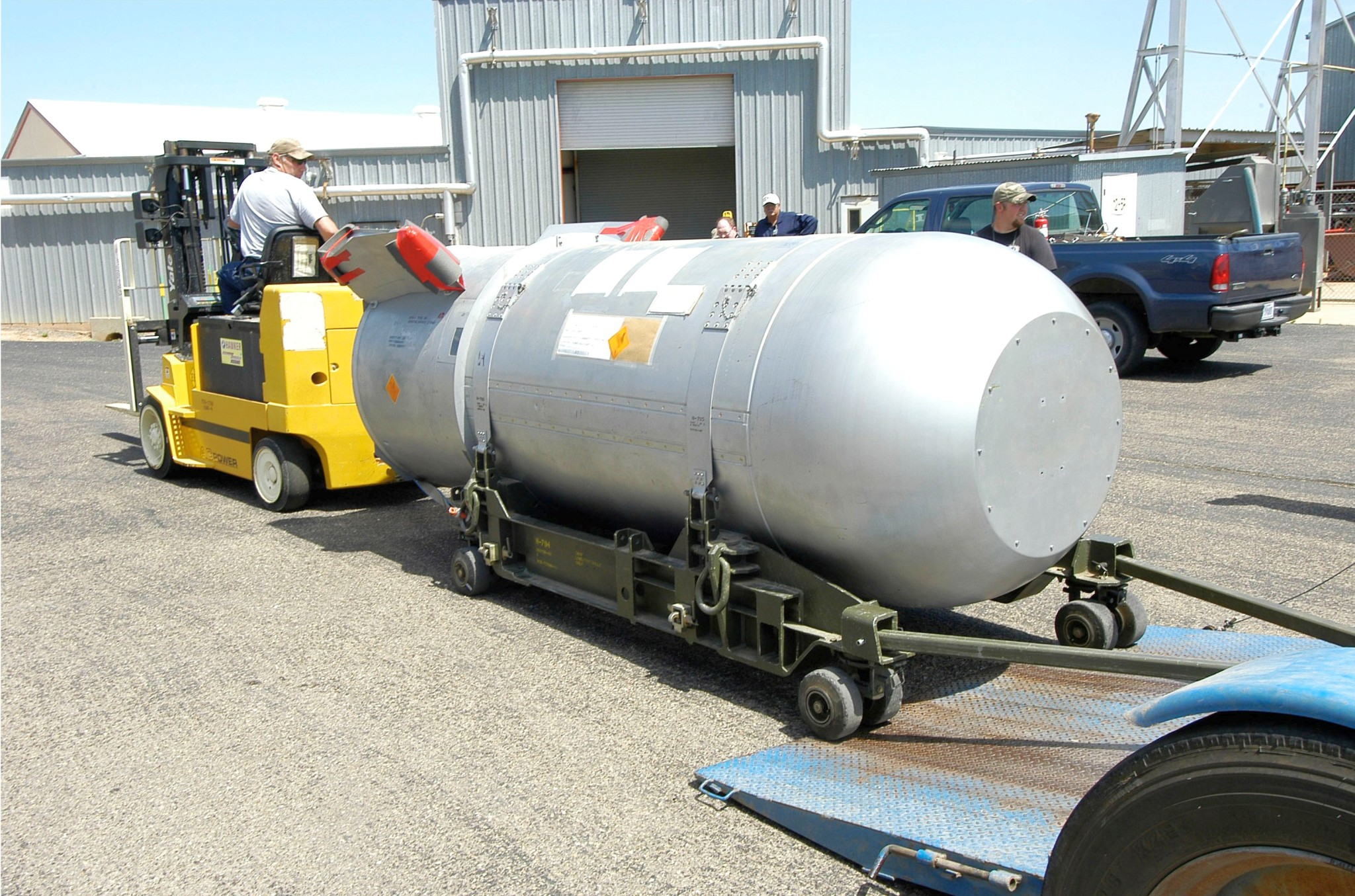
Bombe B53 en 2011 à Pantex pour y être démantelée.

Le 15 janvier 2010, le site fut temporairement fermé à cause d'un problème potentiel de sécurité après que des hommes armés furent aperçus à proximité. Il s'agissait de deux employés chassant pendant leur temps libre sur des terrains à proximité du site : ils affirmèrent avoir le droit de le faire.
En 2011, l'usine doit mettre en fonction de nouvelles machines-outils permettant de réduire de moitié le temps de démantèlement des bombes B83.

## Controverses
Au début des années 1980, le pasteur Leroy Matthiesen a commencé à encourager les travailleurs catholiques à quitter leur emploi, offrant de l'aide financière à ceux qui le feraient. En 1986, un groupe d'activistes en faveur de la paix a acquis 81 000 m2 de terrains adjacents au site pour créer The Peace Farm : « un témoignage visible contre les armes de destruction massives,. » En 2010, le groupe continue à attirer l'attention sur le rôle joué par le site sur l'arsenal nucléaire américain.
En novembre 2006, le DOE a imposé une amende 110 000 USD aux exploitants du site lorsque fut révélé que des employés avaient appliqué une pression trop élevée lors du démantèlement d'une ogive W56.
Une autre controverse est survenue lorsqu'il fut découvert que des normes fédérales relatives à la sécurité des gardes n'étaient pas respectées. Certains gardes de sécurité n'ont pas les capacités physiques exigées. Également, ils doivent porter en tout temps un gilet pare-balles et un fusil pendant leur quart de 12 heures. Le syndicat des gardes s'est opposé à ces nouvelles exigences et 500 gardes ont fait la grève pendant 45 jours en 2007.

### Traductions de
1. ↑  (en) « a visible witness against weapons of mass destruction »